# 羅庭輝
羅庭輝（英語：Dream Law Ting Fai；1991年6月15日—），香港本土創業家，創辦有上水貨舖及未研香港。胞弟羅庭德為前任北區區議會主席。
羅庭輝畢業於國立成功大學，回港後一直致力推動重振香港實業，由香港美學、農業、工業、創科、設計與文化均有涉獵。於2022年1月初，因大量中港蔬菜物流司機確診新冠病毒，中港邊境的物流需暫停封關多日，羅庭輝旋即調動香港多個農場的本地菜，以「中國菜供貨緊張，香港菜絕不加價，上水貨舖與香港人同行！」為招徠，穩定香港部分蔬菜供應，也贏得市民的讚譽。

## 事業

### 早年
2013年大學畢業後曾居臺工作一段時間，於臺灣生產及貿易公司工作，負責產品開發、參展接洽各地經銷商。2014年9月回港，參與雨傘運動，後任立法會議員黃毓民政策研究助理，負責撰寫立法會大會發言稿，協助處理各事務和法案委員會法案審議的工作。
2016年7月，辭任立法會的工作，於粉嶺創辦補習社，共享空間等事業，同期兼任智能膠囊旅館經理一職，管理多家酒店的營運，並多次參與酒店海外擴張專案，如泰國、新加坡、臺灣與中國等，接洽當地的營運者與投資者。

### 未研香港
2020年6月，與其弟羅庭德籌備未研香港的調理農務工場生產第一期實習生計劃，旨在振興本土實業，實現香港經濟自主。於首次的簡介會上，有近130位實習生參與面試，最後為香港農場和工廠招聘了近20位的實習生，並於同年8月15日完成畢業報告和實習。
2020年10月，再度籌備未研香港的調理農務工場生產第二期實習生計劃，這次將領域延伸至香港漁業，有近200人出席簡介會與面試，為香港本土企業招聘了近30位實習生，並於2021年2月完成畢業報告和實習。

### 上水貨舖
2020年10月，羅庭輝創辦上水貨舖，首家門市位於上水新康街，即俗稱水貨街。上水貨舖主要售賣香港製造產品、香港本地菜和香港本地文創產品。羅庭輝以品牌重塑的方式，將一些老字號的香港製造品牌，重新設計品牌定位與包裝。並以大膽創新破格的方式，重用香港設計師與文化人，進行多次的品牌合作。
2021年9月，羅庭輝於大圍開設第二家上水貨舖門市。除了是香港製造的銷售平台之外，上水貨舖(大圍店)新增了餐飲事業。提倡以香港農作物為食材，由農場到餐桌(Farm to Table)的飲食概念。在店舖的裝修方面，羅庭輝重用香港本地的工藝師傳，以人手打磨的方式砌出店舖的手磨石地板，並於店舖的當眼位置，加設本地霓紅燈師傳砌出「香港」兩字，成為大圍的新地標。
其後，上水貨舖進行多次的品牌合作。包括香港養殖魚業的「本地養殖」提供鮮魚，交由香港創研的「香港蒸餾所」蒸餾而成的「滴魚精」，上水貨舖成為「滴魚精」的產品發佈會的場所。羅庭輝並組織和策劃了多場品牌活動。包括使用本地提煉的香薰與精油進行打坐冥想，扶持本地手工藝的市集。
2022年1月，香港因疫情關係，取消「漁農嘉年華」與暫停中港兩地物流。羅庭輝成功招徠多家香港農場於上水貨舖擺設攤檔，以「中國菜供貨緊張，香港菜絕不加價，上水貨舖與香港人同行！」為題，舉辦了多場農墟市集。
2022年6月，羅庭輝把中央廚房與工場設立於葵涌，廠房面積逾千呎，系統化與組織化管理產品生產與品質。

### 政治參與
2019年9月，宣佈參與區議會選舉，角逐元朗區議會屏山北選區，獲取2219票，僅以2票之差被對手楊家安擊敗。
2020年1月，提出選舉呈請挑戰選舉結果，內容包括指控對手楊家安於選舉當天襲擊市民，以過百人包圍票站向票站主任施壓，聲稱獲取數名村長支持卻沒提交支持同意書及發現大量問題選票等。
2021年9月，楊家安承認選舉呈請內容均為事實，法庭宣佈楊家安非妥為當選，其議席即時刊憲出缺並懸空至選區改制撤銷，為近年來首次有非建制派人士選舉呈請成功的少數案例。羅庭輝指近兩年來有太多不公義的事發生，「能夠為受害的村民和競選團隊討回一丁點的公道，都算係咁」。

## 軼事
羅庭輝與胞弟羅庭德經常一同出席公開活動。支持者為讚揚羅氏兄弟的勤力與務實，以「Fighting Tak（輝庭德）」形容他們。及後，羅庭輝將Fighting Tak註冊為公司，並以其作為服裝品牌設計。
羅庭輝於本土實業橫跨的領域眾多，由香港美學、農業、工業、創科、設計與文化均有涉獵，於行內有著廣闊的人脈，私交甚篤。由產品及零售界的阿布泰生活百貨創辦人林景楠、白蘭樹下創辦人等一眾香港製造的品牌企業、文化界的mc仁(陳廣仁)、香港書法家陳靄凝、好青年荼毒室、專欄作家渾水(黃兆祺)與陳雅明等，演藝界的商業電台DJ健吾、Marco(孔慶慇)、馮智政，導演陳健朗、演員白只(凌智豪)、顏卓靈與莫竣名，政界的公民黨梁家傑、譚文豪、林瑞華、上水鄉事會主席侯志強、沙頭角鄉事會主席李冠洪、立法會議員陳月明等，均曾與羅庭輝合作過或是上水貨舖開幕時的嘉賓。

## 資料來源與註釋
1. ↑  . 明周文化. 2022-02-20  [2022-05-31]. （原始内容存档于2022-06-14） （中文（香港））.
2. 1 2  . 獨立媒體. 2020-12-21  [2022-05-31]. （原始内容存档于2022-06-12）.
3. ↑  . Radio Free Asia.   [2022-05-31]. （原始内容存档于2022-06-09） （中文（香港））.
4. 1 2  . www.linkedin.com.   [2022-05-31] （中文）.
5. 1 2  . hk.news.yahoo.com.   [2022-05-31]. （原始内容存档于2022-05-31） （中文（香港））.
6. ↑  . www.schoolandcollegelistings.com.   [2022-05-31]. （原始内容存档于2022-06-22）.
7. ↑  . 晴報. 2020-12-10  [2022-05-31] （中文）.[]
8. ↑  呂諾君. . 香港01. 2020-11-08  [2022-05-31]. （原始内容存档于2022-06-17） （中文（香港））.
9. ↑  好集慣. . www.betterme-magazine.com. 2022-02-19  [2022-05-31] （中文（香港））.
10. ↑  ,   [2022-05-31], （原始内容存档于2022-06-10） （中文（简体））
11. ↑  . HK Insider. 2022-02-07  [2022-05-31] （美国英语）.
12. ↑  . 獨立媒體. 2021-09-28  [2022-06-01]. （原始内容存档于2022-04-29）.
13. ↑  . Facebook.   [2022-06-01]. （原始内容存档于2022-06-01） （中文（简体））.